# Léon-Maxime Faivre

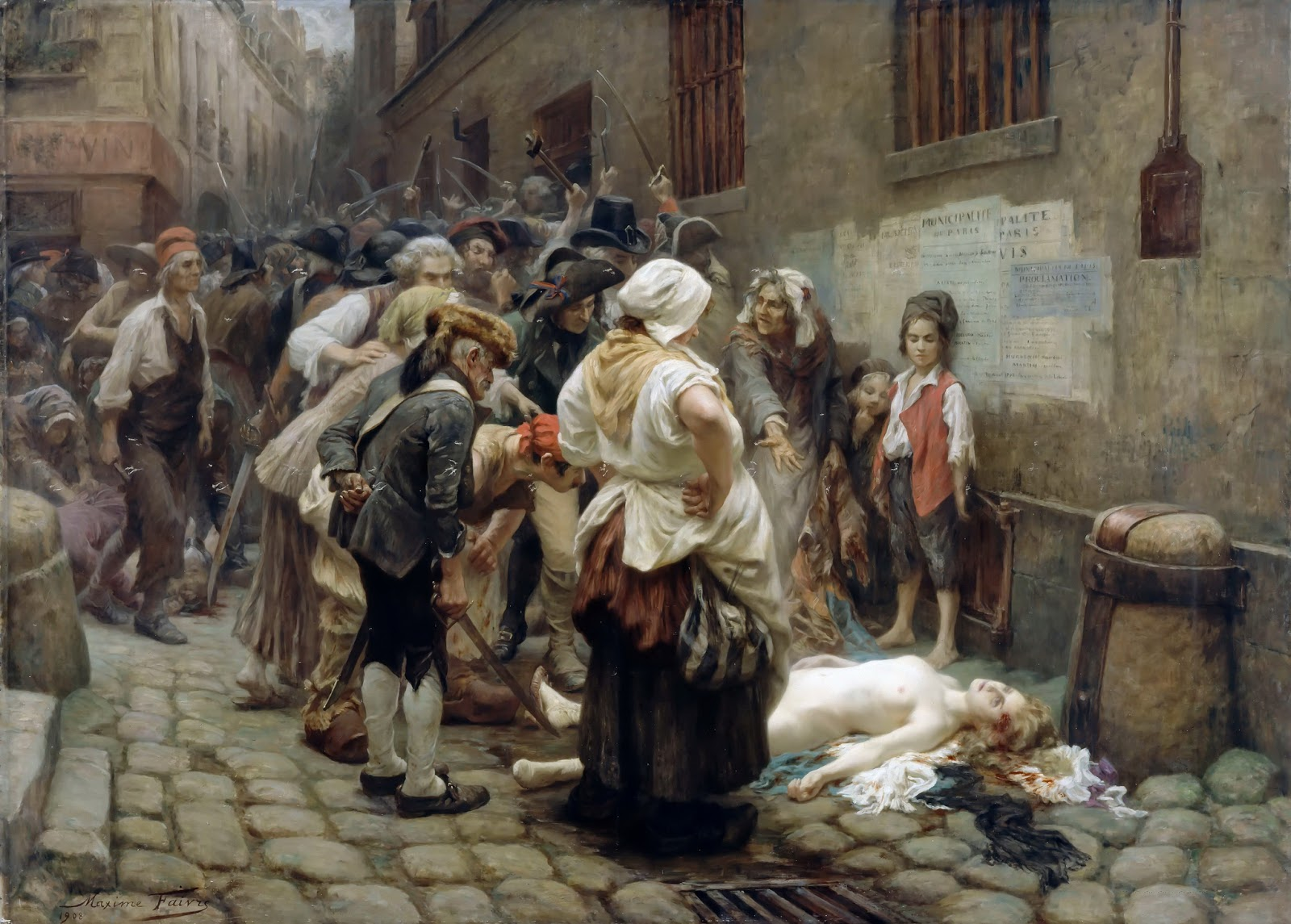
Tod der Prinzessin von Lamballe, Musée de la Révolution française.

Léon Eugène Maxime Faivre (* 5. Januar 1856 in Paris; † 5. Januar 1941 ebenda) war ein französischer Historienmaler.
Faivre studierte an der École des beaux-arts de Paris bei Jean-Léon Gérôme und Gustave Boulanger.
Er debütierte 1877 auf dem Salon der Société des Artistes Français mit der Innenansicht des  Ateliers von Gérôme.
Danach widmete er sich nach dem Vorbild von Fernand Cormon und Emmanuel Benner der historischen Malerei: von der Steinzeitära bis zur Französischen Revolution.
Die Steinzeitära zum Beispiel illustriert er mit dem  Bild einer Mutter, die ihre  Kinder vor dem Angriff einer hungrigen Bärin schützt (1888). Aus der Zeit der Französischen Revolution malte er das Bild: „Der Tod der Prinzessin von Lamballe“ (1908).
Er malte auch eine große Anzahl von Porträts.
Ein Bild mit der Darstellung einer  prähistorischen Bärenjagd wurde ihm und Emmanuel Benner zugeschrieben.